# 山郷村 (三重県)
山郷村（やまさとむら）は三重県員弁郡にあった村。現在のいなべ市北勢町の南東部にあたる。

## 地理
- 河川：員弁川、山田川

## 歴史
- 1889年（明治22年）4月1日 - 町村制の施行により、皷村・大辻新田・北中津原村・南中津原村・平野新田・其原村・麻生田村の区域をもって発足。
- 1955年（昭和30年）4月1日 - 阿下喜町・十社村と合併して北勢町が発足。同日山郷村廃止。

## 交通

### 鉄道路線
- 三重交通
  - 北勢線（現・三岐鉄道北勢線）
    - 麻生田駅